# 八波一起
八波 一起（はっぱ いっき、1955年7月20日 - ）は日本の男性司会者、タレント。本名、坪田 秀之（つぼた ひでゆき）。父親は、脱線トリオのメンバーであったコメディアンの八波むと志。
東京都出身。日本大学経済学部卒業。プロダクション・タンク所属。

## 来歴
1975年、大学2年の時に東宝現代劇に入団。
1980年よりテレビ朝日『モーニングショー』のサブ司会者として活躍。OH!相撲（テレビ朝日）、『てれび夢組』（フジテレビ）などにも出演し、テレビ司会者として茶の間の人気を得る。
1993年スタートの『八波一起のTVイーハトーブ』（製作：東日本放送、テレビ朝日系東北地区ネット）では司会を10年以上務め、2004年3月27日の最終回では愛着のある東北との別れに涙を見せた。
そのほか、MXテレビ『東京NEWS』内「スクエア1200・あなたの街から生中継」のキャスターとして、「チェック・イン!」（「ズームイン!!朝!」のズームインポーズに酷似）やエンディングの“行ってらっしゃいコール”が名物となった。
舞台俳優業やプロデュースも行っている。『ふるさとCM大賞』では秋田、山形、福島の3県で司会を務めたり、神輿担ぎの会「八波会」を主宰するなど、東北との縁も続いている。また、不定期で通販番組の司会も務めている。
俳優としてはNHK大河ドラマ『篤姫』で松本藩主、松平光則（戸田光則）役を演じた。

## 人物
『モーニングショー』で共演した清水由貴子とは20年来の付き合いだった。共演以来、毎年、年賀状を送り合っていたが、2009年だけ清水からの年賀状が来ず心配していたところ、清水の自殺の訃報が入り、大変なショックを受けたという。『スーパーJチャンネル』のインタビューでは、2008年の清水からの年賀状にあった「八波さん、今年も元気でいて下さいね!」という文章が妙に印象に残っていると語り、「今思うと、あれが彼女の遺言のようなものだったのかも知れない」と述べた。
40歳で合気道を始め、43歳で初段取得。45歳からは弓道を始め、現在四段。

## 出演
バラエティ番組・その他
- 正義の味方株式会社（1986年、フジテレビ） - 社長（司会）
- てれび夢組（1987年、フジテレビ）
- ブラボー!夢工場（1987年、フジテレビ）
- GAHAHAキング 爆笑王決定戦（1993年、テレビ朝日） - 審査員
- OH!相撲（テレビ朝日）
- 粋な下町てれび（J:COMチャンネル）
- ちばコレ!（J:COMチャンネル） - 司会
- トーカ堂 ときめきサンデー(MXテレビ)
- 山形ふるさとCM大賞（山形テレビ）

報道・情報・ワイドショー番組
| 期間                    | 期間               | 番組名                                                                                    | 役職                                            |
| ----------------------- | ------------------ | ----------------------------------------------------------------------------------------- | ----------------------------------------------- |
| 1980年4月1988年10月10日 | 1986年9月1993年3月 | モーニングショー（テレビ朝日）                                                            | サブ司会                                        |
| 1987年3月31日           | 1988年10月7日      | 朝です!しずおか（静岡朝日テレビ） ※当時の愛称は、静岡けんみんテレビ（社名は静岡県民放送） | 不定期でのリポーター                            |
| 1993年4月               | 2004年3月          | 八波一起のTVイーハトーブ（東日本放送）                                                    | 総合司会                                        |
| 1995年11月              | 1999年3月          | 東京NEWS（MXテレビ）                                                                      | 『スクエア1200 あなたの街から生中継』レポーター |
| 2000年6月12日           | 時期不明           | とびっきり!しずおか（静岡朝日テレビ）                                                     | 『もっと!値切ります』等のコーナー担当           |
| 2010年4月               | 2020年3月          | 熱血BO-SO TV（チバテレ）                                                                  | 熱血社長（司会）                                |

### テレビドラマ
- 必殺仕事人 第34話「釣技透かし攻め」（1980年1月11日、ABC / 松竹） - 新三 役
- 木曜ドラマ ある晴れた日に（1982年、テレビ朝日）
- 狩矢警部シリーズ 第2作「京都弓道殺人事件」（2006年5月1日、TBS） - 審査員 役
- 大河ドラマ 篤姫（2008年、NHK） - 戸田光則 役
- 花の誇り（2008年12月20日、NHK）
- 鉄道捜査官 第10作「わたらせ渓谷鉄道 死を呼ぶ片道切符！不死身の男を殺した無人駅殺人トリック!!」（2009年5月30日、テレビ朝日） - 伊東（群馬県警桐生中央警察署 警部） 役

### 映画
- 接吻（2008年）

## 著書
- オヤジのタンス はじまりは一通の手紙（1984年、テレビ朝日） ISBN 978-4881310632
- 娘たちへ  父が伝える幸せの道しるべ（2006年、南雲堂） ISBN 978-4523264552